# Austin Powers 2 : L'Espion qui m'a tirée
Pour les articles homonymes, voir Powers.
Série Austin Powers
Austin Powers
(1997) Austin Powers dans Goldmember
(2002)
Pour plus de détails, voir Fiche technique et Distribution.
Austin Powers - L'Espion qui m'a tirée ou Austin Powers: Agent secret 00Sexe au Québec et au Nouveau-Brunswick (Austin Powers: The Spy Who Shagged Me) est un film américain de Jay Roach sorti en 1999.

## Synopsis
Le combat entre d'Austin Powers et le Docteur Denfer (Docteur Terreur dans la version québécoise) continue plus que jamais. Cette fois-ci le Docteur Denfer décide de voyager dans le temps en se servant d'une machine spéciale. Il se rend alors en 1969 pour dérober le « mojo » (pouvoir de séduction sexuelle) d'Austin Powers ; s'en étant rendu compte, celui-ci remonte également le temps en 1969 pour récupérer cet élément qui lui est précieux.

## Fiche technique
Sauf indication contraire, les informations mentionnées dans cette section peuvent être confirmées par la base de données cinématographiques IMDb,  présente dans la section « Liens externes ».
- Titre original : Austin Powers: The Spy Who Shagged Me
- Titre français : Austin Powers - L'Espion qui m'a tirée
- Titre québécois : Austin Powers: Agent secret 00Sexe
- Réalisation : Jay Roach
- Scénario : Michael McCullers et Mike Myers, d'après les personnages créés par Mike Myers
- Musique : George S. Clinton
- Direction artistique : Alec Hammond
- Décors : Rusty Smith et Sara Andrews
- Costumes : Deena Appel
- Photographie : Ueli Steiger
- Son : Joe Barnett, John Ross, William Smith, Mathew Waters
- Montage : Debra Neil-Fisher et Jon Poll
- Production : Demi Moore, Mike Myers, John S. Lyons, Eric McLeod, Jennifer Todd et Suzanne Todd

Production déléguée : Michael De Luca, Donna Langley et Erwin Stoff
Production associée : Emma Chasin
- Sociétés de production[1] : Gratitude (Eric's Boy), Moving Pictures (I), Team Todd, avec la participation de New Line Cinema et 3 Arts Entertainment (non crédité)
- Sociétés de distribution[1] :
  - États-Unis : New Line Cinema
  - Canada : Alliance Atlantis Communications
  - France : Metropolitan Filmexport
  - Belgique : RCV Film Distribution
- Budget : 33 millions de dollars[2]
- Pays d'origine :  États-Unis
- Langue originale : anglais, allemand
- Format[3] : couleur (DeLuxe) - 35 mm - 2,39:1 (Cinémascope) - son Dolby Digital EX | SDDS | DTS-ES
- Genre : comédie, aventure, action
- Durée : 95 minutes
- Dates de sortie[4] :
  - États-Unis, Canada : 11 juin 1999
  - France, Suisse romande : 27 octobre 1999
  - Belgique : 3 novembre 1999
- Classification[5] :
  -  États-Unis : PG-13 - Parents Strongly Cautioned  (Certaines scènes peuvent heurter les enfants de moins de 13 ans - Accord parental recommandé, film déconseillé aux moins de 13 ans) (Classé PG-13 pour insinuations sexuelles et humour grossier).
  -  France : Tous publics (visa d'exploitation no 98347 délivré le 28 octobre 1999)[6].

## Distribution
- Mike Myers (VF : Emmanuel Curtil ; VQ : Benoît Rousseau) : Austin Powers / Docteur Denfer (Doctor Evil en VO, Docteur Terreur en VQ) / Gras-Double (Fat Bastard en VO, Ventripotent en VQ)
- Heather Graham (VF : Rafaèle Moutier ; VQ : Lisette Dufour) : Felicity Bonnebez (Felicity Shagwell en VO, Félicité Chaudolit en VQ)
- Michael York (VF : Hervé Bellon ; VQ : Hubert Gagnon) : Basil Exposition
- Mindy Sterling (VF : Laurence Badie ; VQ : Élizabeth Chouvalidzé) : Frau Farbissina
- Rob Lowe (VF : Denis Laustriat ; VQ : Jean-Marie Moncelet) : Numéro Deux (jeune)
- Seth Green (VF : Pierre Tessier ; VQ : Sylvain Hétu) : Scott Denfer (Scott Evil en VO, Scott Terreur en VQ)
- Robert Wagner (VF : Dominique Paturel ; VQ : Jean-Marie Moncelet) : Numéro Deux
- Elizabeth Hurley (VF : Françoise Cadol ; VQ : Élise Bertrand) : Vanessa Kensington
- Verne Troyer (VQ : Benoît Rousseau) : Mini-Moi (Mini-Me en VO)
- Gia Carides (VF : Odile Schmitt) : Séphora Crashey-Avaley (Robin Spitz Swallows en VO)
- Kristen Johnston (VF : Déborah Perret) : Jorevka Toumbezaski (Ivana Humpalot en VO)
- Oliver Muirhead (en) : Colonel britannique
- Burt Bacharach : lui-même
- Elvis Costello : lui-même
- Jerry Springer (VF : Pierre Laurent ; VQ : Benoît Marleau) : lui-même
- Rebecca Romijn-Stamos (VQ : Natalie Hamel-Roy) : elle-même
- Woody Harrelson (VF : Mathias Casartelli ; VQ : Pierre Auger) : lui-même
- Fred Willard : Commandant de la mission
- Tim Robbins (VF : Jean-Philippe Puymartin ; VQ : Éric Gaudry) : le président des États-Unis
- Clint Howard : l'opérateur radar Mandrin Ritter (Johnson Ritter en VO)
- Charles Napier : le Général Hawk
- Will Ferrell (VF : Saïd Amadis ; VQ : Manuel Tadros) : Mustafa
- Kevin Durand : Bazooka Marksman Joe
- Jeff Garlin (VF : Mathieu Buscatto) : le cyclope à la foire
- Jennifer Coolidge : la femme au match de football
- Tony Jay (VF : Richard Darbois) : la voix off du générique

## Accueil

### Accueil critique
Aux États-Unis, le long-métrage reçoit un accueil critique mitigé :
- Les utilisateurs du site Internet Movie Database ont donné un vote moyen pondéré de 6,6⁄10 sur la base de 213 998 critiques[11].
- La presse américaine sur le site Metacritic a des avis plutôt mitigés, le score obtenu est de 59⁄100 sur la base de 34 avis critiques. Quant au public, il est plutôt reconnaissant en obtenant une moyenne de 8,7⁄10 sur la base de 318 évaluations[7].
- Sur le site agrégateur américain Rotten Tomatoes, le film bénéficie d'un taux d'approbation de 52 % basé sur 90 opinions (47 critiques positives et 43 négatives) et d'une note moyenne de 6,03⁄10. Le consensus critique du site Web se lit comme suit : « Fournit beaucoup de rires avec Myers à la guérison; aussi drôle ou plus drôle que l'original. »[8].

En France, les retours sont tout aussi mitigés :
- Le site Allociné recense une moyenne des critiques presse de 3,2⁄5 sur la base 17 critiques[9] et recense une moyenne de 2,7⁄5 sur la base 187 critiques de la part des spectateurs[12].
- L'hebdomadaire culturel français Télérama recense une moyenne de ses lecteurs de 2,82⁄5 pour 1 087 critiques[10].

### Box-office
| Pays ou région            | Box-office                                    | Date d'arrêt du box-office | Nombre de semaines |
| ------------------------- | --------------------------------------------- | -------------------------- | ------------------ |
| États-Unis (1er week-end) | 17 981 900 $                                  | du 10 au 11 juin 1999      | -                  |
| États-Unis Canada         | 206 040 086 $                                 | -                          | -                  |
| États-Unis                | 40 463 000 entrées                            | -                          | -                  |
| France Paris              | 6 482 167 $ 1 144 894 entrées 282 609 entrées | -                          | -                  |
| Total hors États-Unis     | 105 976 842 $                                 | -                          | -                  |
| Total mondial             | 312 016 928 $                                 | -                          | -                  |

## Distinctions
Entre 1999 et 2000, Austin Powers - L'Espion qui m'a tirée a été sélectionné 49 fois dans diverses catégories et a remporté 18 récompenses.

### Récompenses
| Année | Festivals de cinéma                                           | Prix                                                                                               | Lauréat(es)                                                   |
| ----- | ------------------------------------------------------------- | -------------------------------------------------------------------------------------------------- | ------------------------------------------------------------- |
| 1999  | Golden Trailer Awards                                         | Golden Trailer de la meilleure comédie                                                             | Pour la bande-annonce no 1                                    |
| 1999  | MTV Video Music Awards                                        | Video Music Award de la meilleure vidéo de film                                                    | Madonna (pour la chanson Beautiful Stranger)                  |
| 2000  | American Comedy Awards                                        | American Comedy Award de l'acteur le plus drôle dans un film                                       | Mike Myers                                                    |
| 2000  | American Society of Composers, Authors and Publishers (ASCAP) | ASCAP Award des chansons les plus jouées de films cinématographiques                               | Madonna et William Orbit (pour la chanson Beautiful Stranger) |
| 2000  | Blockbuster Entertainment Awards                              | Blockbuster Entertainment Award de la meilleure actrice dans une comédie                           | Heather Graham                                                |
| 2000  | Blockbuster Entertainment Awards                              | Blockbuster Entertainment Award du meilleur méchant                                                | Mike Myers                                                    |
| 2000  | Blockbuster Entertainment Awards                              | Blockbuster Entertainment Award de la meilleure bande originale (Internet uniquement)              | -                                                             |
| 2000  | BMI Film and TV Awards                                        | Prix BMI de la meilleure musique de film                                                           | George S. Clinton                                             |
| 2000  | Canadian Comedy Awards                                        | Canadian Comedy Award du meilleur acteur dans un film                                              | Mike Myers                                                    |
| 2000  | Canadian Comedy Awards                                        | Canadian Comedy Award du meilleur scénariste                                                       | Mike Myers                                                    |
| 2000  | Grammy Awards                                                 | Grammy Awards de la meilleure chanson écrite pour un film, une télévision ou un autre média visuel | Madonna et William Orbit (pour la chanson Beautiful Stranger) |
| 2000  | Las Vegas Film Critics Society Awards                         | Sierra Award du meilleur DVD                                                                       | -                                                             |
| 2000  | Las Vegas Film Critics Society Awards                         | Sierra Award de la meilleure chanson originale                                                     | Madonna et William Orbit (pour la chanson Beautiful Stranger) |
| 2000  | MTV Movie Awards                                              | MTV Movie Award du meilleur duo à l'écran                                                          | Mike Myers et Verne Troyer                                    |
| 2000  | MTV Movie Awards                                              | MTV Movie Award du meilleur méchant                                                                | Mike Myers                                                    |
| 2000  | Online Film & Television Association                          | OFTA Film Award de la meilleure musique, chanson originale                                         | Madonna et William Orbit (pour la chanson Beautiful Stranger) |
| 2000  | Teen Choice Awards                                            | Teen Choice Award du meilleur film de comédie                                                      | -                                                             |
| 2000  | Teen Choice Awards                                            | Teen Choice Award du meilleur méchant                                                              | Mike Myers (en tant que Fat Bastard)                          |

### Nominations
| Année | Festivals de cinéma                                                  | Catégorie                                                                      | Nommé(es) |
| ----- | -------------------------------------------------------------------- | ------------------------------------------------------------------------------ | --- |
| 1999  | Golden Trailer Awards                                                | Le meilleur du spectacle                                                       | - |
| 1999  | Golden Trailer Awards                                                | Meilleure comédie                                                              | Pour la bande-annonce no 2 |
| 1999  | Teen Choice Awards                                                   | Meilleur film de l'été                                                         | - |
| 1999  | Teen Choice Awards                                                   | Meilleur méchant                                                               | Mike Myers |
| 1999  | The Stinkers Bad Movie Awards                                        | Pire chanson ou performance de chanson dans un film                            | Mel B (pour la chanson Word Up) |
| 2000  | Academy Awards                                                       | Meilleurs maquillages                                                          | Michèle Burke et Mike Smithson |
| 2000  | Academy of Science Fiction, Fantasy and Horror Films - Saturn Awards | Meilleur film fantastique                                                      | - |
| 2000  | Academy of Science Fiction, Fantasy and Horror Films - Saturn Awards | Meilleure actrice                                                              | Heather Graham |
| 2000  | American Music Awards                                                | Meilleure bande-son                                                            | - |
| 2000  | Blockbuster Entertainment Awards                                     | Meilleur acteur dans une comédie                                               | Mike Myers |
| 2000  | Blockbuster Entertainment Awards                                     | Meilleure actrice dans un second rôle dans une comédie                         | Mindy Sterling |
| 2000  | Blockbuster Entertainment Awards                                     | Meilleur acteur dans un second rôle dans une comédie                           | Verne Troyer |
| 2000  | Brit Awards                                                          | Meilleure bande son                                                            | - |
| 2000  | Costume Designers Guild Awards                                       | Meilleur film en costumes d'époque, de fantasy, fantastique ou science-fiction | Deena Appel |
| 2000  | Golden Globes                                                        | Meilleure chanson originale                                                    | Madonna et William Orbit (pour la chanson Beautiful Stranger) |
| 2000  | Grammy Awards                                                        | Meilleur album de bande originale                                              | Danny Bramson |
| 2000  | Hollywood Makeup Artist and Hair Stylist Guild Awards                | Meilleur maquillage d'époque                                                   | Patty York, Cheryl Ann Nick, Michèle Burke et Steve Artmont |
| 2000  | Hollywood Makeup Artist and Hair Stylist Guild Awards                | Meilleur maquillage d’effets spéciaux                                          | Michèle Burke, Kenny Myers, Will Huff et Kevin Haney (pour le maquillage de Mike Myers dans les rôles de Austin Powers et DrEvil, et pour Verne Troyer dans le rôle de Mini Moi) |
| 2000  | Hollywood Makeup Artist and Hair Stylist Guild Awards                | Meilleur maquillage d’effets spéciaux                                          | Stan Winston et Mike Smithson (pour le maquillage de Mike Myers dans le rôle de Fat Bastard)                                                                                     |
| 2000  | Hollywood Makeup Artist and Hair Stylist Guild Awards                | Meilleure coiffure d'époque                                                    | Candy L. Walken, Jeri Baker, Jennifer Bower O'Halloran et Toni-Ann Walker |
| 2000  | Kids' Choice Awards                                                  | Film préféré                                                                   | - |
| 2000  | Kids' Choice Awards                                                  | Acteur de cinéma préféré                                                       | Mike Myers |
| 2000  | Kids' Choice Awards                                                  | Couple de cinéma préféré                                                       | Heather Graham et Mike Myers |
| 2000  | Kids' Choice Awards                                                  | Chanson préférée d'un film                                                     | Madonna (pour la chanson Beautiful Stranger) |
| 2000  | Las Vegas Film Critics Society Awards                                | Meilleurs costumes                                                             | Deena Appel |
| 2000  | MTV Movie Awards                                                     | Meilleur film                                                                  | - |
| 2000  | MTV Movie Awards                                                     | Meilleure performance comique                                                  | Mike Myers |
| 2000  | MTV Movie Awards                                                     | Meilleure performance musicale                                                 | Mike Myers et Verne Troyer (pour la chanson "Just the Two of Us") |
| 2000  | MTV Movie Awards                                                     | Meilleur combat                                                                | Mike Myers et Verne Troyer |
| 2000  | Online Film & Television Association                                 | Meilleurs maquillages et coiffures                                             | Michèle Burke, Mike Smithson, Kenny Myers, Will Huff, Stan Winston, Cheryl Ann Nick, Candy L. Walken et Jeri Baker                                                               |
| 2000  | Teen Choice Awards                                                   | Meilleure alchimie                                                             | Mike Myers et Mindy Sterling |

## Autour du film
- Le titre du film est une parodie de L'Espion qui m'aimait.
- La partie sur la Lune parodie plusieurs scènes de Moonraker.
- La machine à voyager dans le temps est inspirée par la machine temporelle que l'on retrouvait dans la série Au Cœur du temps (notamment avec son portail avec un dessin de spirale).
- Docteur Denfer passe un extrait de Independence Day au gouvernement américain pour leur faire peur.
- On peut remarquer plusieurs références à Star Wars :
  - Au début du film, un texte défile en jaune.
  - Docteur Denfer veut appeler sa base lunaire Étoile de la Mort. Son fils Scott se moque de lui en l'appelant Dark Vador.
  - Les fenêtres de la base lunaire ont la même forme que les hublots des chasseurs TIE.
  - Docteur Denfer interpelle Austin Powers en lui disant Austin, je suis ton père. d'une voix extrêmement basse.
- La machine à voyager dans le temps qu'utilise Austin Powers est une voiture, et fonctionne de la même manière que la DeLorean dans Retour vers le futur.
- Austin Powers dit à Felicity que le monde futur est dominé par des singes, employant une réplique célèbre du film La Planète des singes.
- Austin Powers affirme de façon moqueuse que Felicity ne coucherait pas avec Gras-Double, puis se tourne d'un air inquiété vers elle pour confirmer ce qu'il dit. Cette scène est inspirée d'une scène d'Indiana Jones et la Dernière Croisade, entre Indiana Jones et son père.
- Austin dans son bloc de glace n'est pas dans la même position que dans le film précédent.
- La chanson du générique est une parodie de celle de Goldfinger.
- On peut entendre une reprise de My Generation des Who, chanson sortie en 1965.
- Pour se rendre sur l'île du docteur Denfer, Austin et Felicity utilisent un sous-marin jaune : il s'agit d'une référence à l'album des Beatles, Yellow Submarine, sorti en 1969 (l'époque à laquelle se déroule une partie du film).
- À leur arrivée sur l'île du docteur Denfer, Austin et Felicity portent le même maillot de bain qu'Ursula Andress dans James Bond 007 contre Dr No.
- Le personnage d'Ivana Humpelot, une russe obscène et dure à cuire, fait rappeler l'anti James Bond girls, Xenia Onatopp, du film GoldenEye.
- L'explication du Docteur Denfer sur son projet de laser est tirée des paroles de The Time Machine d'Alan Parsons.
- Austin et Felicity embarquent dans la fusée Saturn V pour se rendre sur la Lune.
- Le docteur Denfer et son fils Scott participent à une parodie du Jerry Springer Show animée par Jerry Springer lui-même et où l'on retrouve les bagarres et insultes censurées qui ont fait le succès de l'émission originelle.
- Dans sa base lunaire, Denfer joue au ballon avec un globe terrestre, tel Hynkel dans Le Dictateur.
- Le Mojo qui a été dérobé à Austin Powers est en fait une référence à l'anagramme de Jim Morrison, Mr. Mojo risin, que celui-ci chante avec The Doors dans leurs derniers album et chanson L.A. Woman du vivant de Morrison.
- Gwyneth Paltrow et Cameron Diaz avaient été envisagées pour incarner Felicity Bonnebez.
- La scène au lit entre Gras Double et Felicity devait durer plus longtemps. Dans une interview, Jay Roach a confirmé qu'ils avaient bien eu des rapports sexuels, et que Felicity était seulement repartie le lendemain, après une douche dans l'appartement de Gras Double.
- Au départ, Gras Double devait être fétichiste des pieds, et une scène coupée montrait celui-ci supplier Frau Farbissina de les lui lécher.
- Une scène coupée montre Felicity dire à Austin qu'elle a pris du plaisir à coucher avec Gras Double.
- Rob Lowe qui interprete Numéro Deux (jeune) dans Austin Powers 2 : L'Espion qui m'a tirée (1999) & Austin Powers dans Goldmember (2002), joue "l'ami de l'homme de main décapité" dans Austin Powers (1997).